# بنك الادخار الفيدرالي
بنك الادخار الفيدرالي (بالبرتغالية :  Caixa Econômica Federal ) ، ويشار إليه أيضًا باسم كايكسا ، وهو بنك برازيلي مقره في عاصمة البرازيل ، برازيليا . وهي أكبر مؤسسة مالية مملوكة للحكومة البرازيلية بنسبة 100٪ في أمريكا اللاتينية . وهو ثالث أكبر مصرف في البرازيل من حيث الأصول وواحد من أكبر خمسة بنوك في أمريكا اللاتينية.

## روابط خارجية
- الموقع الرسمي